# Diuris monticola
Diuris monticola är en orkidéart som beskrevs av David Lloyd Jones. Diuris monticola ingår i släktet Diuris och familjen orkidéer. Inga underarter finns listade.